# 스카이러닝

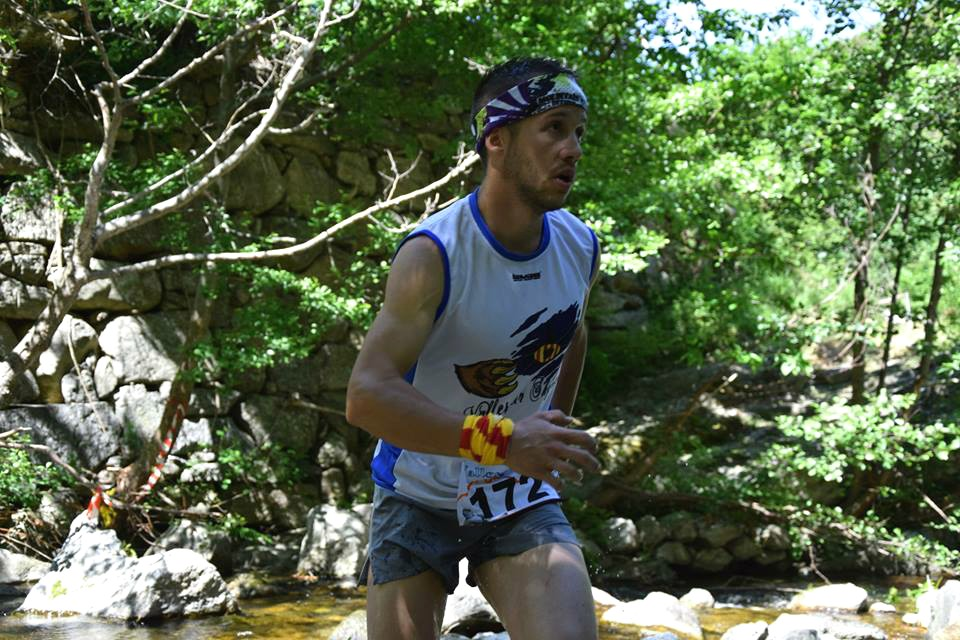
스카이러닝 주자

스카이러닝(skyrunning)은 2,000미터(6,600피트) 이상의 산악 달리기 스포츠로, 최소 평균 경사도는 전체 거리의 6%이고 최소 5%의 경사도는 30% 이상이다. 등반 난이도는 II 등급 UIAA를 초과하지 않는다. 진행을 돕기 위해 폴, 아이젠, 손을 사용할 수 있다. 관리 기관은 국제 스카이러닝 연맹(International Skyrunning Federation)이다.
이 스포츠는 짧고 가파른 수직 킬로미터부터 보다 인기 있는 스카이레이스(SkyRace) 및 스카이마라톤(SkyMarathon)까지 다양한 분야로 구성된다. 울트라 스카이마라톤(Ultra SkyMarathons)은 스카이스크래퍼 레이싱을 포함하는 짧은 수직 스카이스피드 경주와 마찬가지로 점점 인기를 얻고 있다.

## 같이 보기
- 등산
- 트레일 러닝
- 울트라마라톤